# Шейнин, Борис Григорьевич
Борис Григорьевич Шейнин (26 мая 1915, Александровск, Екатеринославская губерния — 10 мая 1990, Севастополь) — советский фотокорреспондент. Участник Великой Отечественной войны. Работал в газете «Красный флот», собственный фотокорреспондент ТАСС по Крымской области.

## Биография
Родился 26 мая 1915 года в Запорожье, с 1917 года жил в Севастополе. Еврей. В 1931 году окончил Севастопольскую фабрично-заводскую школу № 8, в это же время увлекся фотографией. Заочно учился в Днепропетровском художественном техникуме.
Работал художником-ретушером в газете «Красный черноморец» в 1932—1936 годах, фоторепортером Севастопольского Дома Красной армии и флота им. П. П. Шмидта. В 1936 году призван на военную службу краснофлотцем. Фотокорреспондент культурно-просветительного отдела Управления политпропаганды ЧФ (Политуправление ЧФ с 22.07.1941). Главный старшина. Специальный фотокорреспондент газеты «Красный флот» в 1937—1947 годах.
В годы Великой Отечественной войны был фотокорреспондентом газеты «Красный Флот» по Севастополю, Одессе, Крыму, Кавказу, участник обороны в 1941—1942 и освобождения Севастополя, прошел от Севастополя до Берлина. В 1945 году был одним из фоторепортеров, которые фотографировали Ялтинскую конференцию глав трех держав в Ливадийском дворце. Снял более 9000 кадров, многие из которых вошли в антологию советской фотожурналистики..
С 1947 года демобилизован как старший лейтенант запаса, собственный фотокорреспондент ТАСС по Крымской области 26 сентября 1947 по 9 февраля 1950 года. Позднее фотограф Управления по восстановлению Севастополя при Совете Министров РСФСР в 1950—1952 годах. Заведующий фотолабораторией Севастопольской биологической станции АН УССР в 1952—1970 годах. Внештатный корреспондент газеты «Слава Севастополя» в 1970—1989 годах.
Писатель П. А. Сажин писал после выставки 9 мая 1968: «Самыми интересными и, я не ошибусь, если скажу,- уникальными были на выставке фотографии об осажденном Севастополе. Каждый снимок из этой серии точен и правдив. Я бы еще добавил, что снимки эти были сделаны с риском для жизни и без малейшей попытки «организовать» либо насильственно остановить «мгновенье».
Издал в 1964 году книгу «Севастопольская поэма», в 1969 году военные мемуары «В объективе война».
Умер 10 мая 1990 года в Севастополе. Похоронен в Севастополе на Братском кладбище в посёлке Дергачи.

## Награды[1]
- медаль «За оборону Одессы»
- медаль «За оборону Севастополя»
- орден Красного Знамени (21.02.1943),
- орден Красного Знамени (10.05.1944),
- орден Отечественной войны I степени (15.03.1945)
- медаль «За оборону Кавказа» (22.02.1945)
- медаль «За взятие Вены»
- медаль «За взятие Берлина»
- медаль «За победу над Германией в Великой Отечественной войне 1941—1945 гг.»
- медаль «За боевые заслуги» (05.11.1946)
- орден Красной Звезды
- орден Отечественной войны II степени (1985)

## Примечание
1. 1 2 3 4  Шейнин Борис Григорьевич. ОБД Память народа. Министерство обороны (2024). Дата обращения: 11 июля 2024. Архивировано 11 июля 2024 года.
2. 1 2 3 4  105 лет со дня рождения военного фотокорреспондента Бориса Шейнина. Сайт Музей ЦСДФ (26 мая 2020). Дата обращения: 21 августа 2024. Архивировано 11 июля 2024 года.
3. ↑  Шейнин Б. Г. В объективе война. — 1969. — С. 176. — 50 000 экз.